# 松原仁 (情報工学者)
松原 仁（まつばら ひとし、1959年 - ）は、日本の計算機科学者。東京大学教授。公立はこだて未来大学特命教授。京都橘大学工学部教授・情報学教育研究センター長。元人工知能学会会長。コンピュータ将棋協会会長。サイバー大学客員教授。工学博士。

## 人物
東京都出身。一貫して人工知能（AI）研究に従事。特にコンピュータ将棋や、ロボットによるサッカーなどのコンピュータゲームを通じたアプローチを行なっている。
電子技術総合研究所（電総研）にて、鉄腕アトムを作ることを目指して、コンピュータ将棋を中心に人工知能研究を始める。特に棋士羽生善治の協力などを得て人間の認知モデルに基づく認知科学的アプローチを行っている。コンピュータが将棋で名人に勝つ時期を、2015年と予測していた（「情報処理」2005年7月号）。
またロボカップ設立を提案し、以来運営に関わる。2050年にサッカーの世界チャンピオンに勝てる自律型サッカーロボットチームを作ることを目標としている。
1990年頃には、事例ベース推論（Case-Based Reasoning：CBR）の研究にも従事。中島秀之らの「協調」に関する研究にも協力している。はこだて未来大学着任後に情報技術を用いた観光についての研究もしている。
将棋は小学生時に習得し27歳時にアマチュア五段取得。
キオクシアの「#世界新記憶」第1弾として人工知能による手塚治虫新作漫画制作プロジェクト「TEZUKA2020」のメンバーに参加、『ぱいどん』を発表した。
2020年代以降のChatGPTの登場については、人工知能（AI）の歴史におけるゲーム・チェンジャー、世の中を大きく変えるきっかけになるとの見解をもっており、人工知能の第4次ブームにつながるかもしれないとみている。

## 経歴
- 武蔵中学校・高等学校卒業
- 1981年 東京大学理学部情報科学科卒業
- 1986年 東京大学大学院工学系研究科情報工学専門博士課程修了、同年通商産業省工業技術院電子技術総合研究所入所。同年3月 東京大学工学博士 博士論文の題は 「 知能ロボットにおける知識の表現と利用に関する研究 」
- 1992-98年 「コンピュータ将棋選手権観戦記」を「bit」誌に掲載。
- 1996年 第1回コンピュータ将棋協会賞CSA著述賞を受賞（コンピュータ将棋に関する広範な著作に対して）
- 1998-99年 「コンピュータ将棋入門」を「将棋世界」誌（1998/11-1999/10月号）に連載。
- 1999年 情報処理学会ゲーム情報学研究会発足の提案者となる。2000年度幹事、2002年度-2004年度主査
- 1999年 ロボカップ日本委員会専務理事、2004年会長
- 2000年 公立はこだて未来大学システム情報科学部教授[4]
- 2005年 科学技術振興機構の戦略的創造研究推進事業（CREST）において、「デジタルメディア作品の制作を支援する基盤技術」部門の「オンラインゲームの制作支援と評価」研究チーム（松原仁チーム）の代表者を務める。
- 2014年 人工知能学会会長
- 2020年 東京大学大学院情報理工学系研究科附属情報理工学教育研究センター教授[5]。東京大学次世代知能科学研究センター（wikidata）教授。北海道新聞文化賞を受賞[6]。
- 2024年　4月1日付で京都橘大学工学部教授、情報学教育研究センター長に就任[7]。

## 著書
- 『将棋とコンピュータ』共立出版 1994年
- 『コンピュータ将棋の進歩』共立出版 1996年、『2』1998年、『3』2000年、『4』2003年、『5』2005年
- 『ゲームのプログラミング bit8月号別冊』共立出版 1997年（竹内郁雄と共著、1998年『ゲームプログラミング』に改題）
- 『鉄腕アトムは実現できるか—ロボカップが切り拓く未来』河出書房新社 1999年[4]
- 『ロボットの情報学—2050年ワールドカップ、人間に勝つ!?』NTT出版 2001年（竹内郁雄、沼田寛と共著）
- 監修『わくわくロボット教室』集英社 2003年[4]
- 『人間に勝つコンピュータ将棋の作り方』 瀧澤武信編著、共著者（松原仁、古作登、橋本剛、小谷善行、鶴岡慶雅、山下宏、金子知適、保木邦仁、伊藤毅志、竹内章、篠田正人）、コンピュータ将棋協会（監修）技術評論社 2012年
- 『AIに心は宿るのか』集英社インターナショナル、2018年12月。ISBN 9784797680225。
- 『文系のためのめっちゃやさしい人工知能』ニュートンプレス、2022年8月。ISBN 9784315525915。